# 1. FC Slovácko
1. FC Slovácko je český profesionální fotbalový klub, který sídlí v moravském městě Uherské Hradiště. Tým hraje nejvyšší českou soutěž a své domácí zápasy sehrává na Městském fotbalovém stadionu Miroslava Valenty, který má kapacitu 8 121 diváků. Klubové barvy jsou tmavě modrá a bílá.
Klub vznikl 1. července 2000 jako „1. FC Synot“ sloučením odvěkých rivalů FC SYNOT (dříve TJ Jiskra Staré Město) a FC SYNOT Slovácká Slavia Uherské Hradiště. Od sezóny 2009/10 působí v české nejvyšší fotbalové soutěži.
V sezóně 2021/22 vyhrálo Slovácko český pohár a hrálo předkola Evropské ligy, kde vypadlo s tureckým Fenerbahçe, načež hrálo základní fázi Evropské konferenční ligy, ve které uhrálo jednu výhru s Nice a dvě remízy s Partizanem.

## Historie

### Historie klubu ze Starého Města
Klub ve Starém Městě byl založen v roce 1927 jako SK Staré Město. Ve 30. letech pak ve městě na působily celkem 4 kluby: SK, Orel, Rudá hvězda a Viktoria. V roce 1948 se klub přejmenoval na Sokol Staré Město, o 5 let později pak na Jiskra Staré Město. Do roku 1978, kdy postoupil do divize, se klub pohyboval v krajských soutěžích. V roce 1993 opustil klub Jiskru a přejmenoval se na SFK Staré Město, o rok později se ve staroměstském fotbale začala angažovat firma Synot a po fúzi občanského sdružení s ní, dostal klub název FC Synot Staré Město. Od začátku 80. let až do postupu do 2. ligy v roce 1997 působil klub na 3. nejvyšší úrovni, ať už to byla II. ČNL nebo MSFL. V roce 2000 potom Synot postoupil do 1. ligy a došlo k sloučení se Slováckou Slavií Uherské Hradiště.

### Historie klubu z Uherského Hradiště

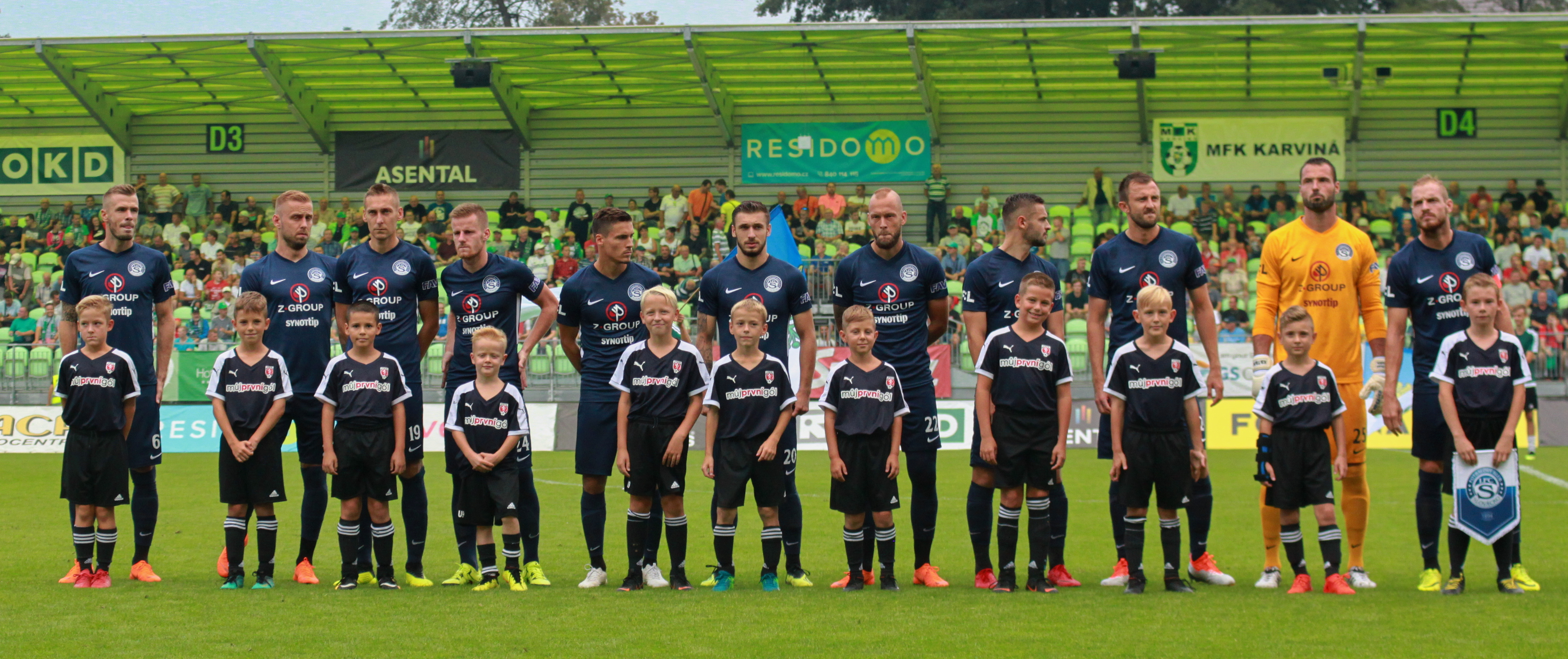
Nástup hráčů 1. FC Slovácko před venkovním zápasem s MFK Karviná 2. září 2018

Fotbal v Uherském Hradišti se začal hrát kolem roku 1894, první organizovaný klub, Český fotbalový klub Uherské Hradiště, byl založen na začátku století. Po několika letech změnil název na AC Slovácká Slavia Uherské Hradiště, který mu vydržel až do roku 1948, kdy se přejmenoval na SK Slovácká Slavia Uherské Hradiště a následně na Sokol Slovácká Slavia Uherské Hradiště. Další změna názvu se uskutečnila o pět let později, a to na TJ Spartak Hradišťan Uherské Hradiště. V roce 1961 přišel úspěch v podobě postupu do 2. ligy, kde klub vydržel 4 roky, během nichž se přejmenoval na TJ Slovácká Slavia Uherské Hradiště. Následujících 28 let s výjimkou let 1981–1983 hrál 3. nejvyšší soutěž. V roce 1993 vystoupil fotbalový oddíl z TJ a vznikla akciová společnost FC TIC Slovácká Slavia Uherské Hradiště. V následujícím roce se podařilo postoupit do druhé ligy, kterou Slovácká Slavia hned v první sezóně vyhrála a zaznamenala tak historický úspěch v podobě postupu do 1. ligy. Tam však skončila poslední a sestoupila. Protože firma TIC měla finanční problémy, odstoupila z fotbalového klubu a místo ní přišla v roce 1995 firma JOKO, což znamenal změnu názvu na FC JOKO Slovácká Slavia Uherské Hradiště. Ani té se však nepodařilo finančně stabilizovat klub, a tak následoval sestup až do divize, od roku 1997 už bez „JOKO“ v názvu, a sloučení se staroměstským klubem.

### Společná historie
Hned první sezónu po postupu do první ligy nový klub 1. FC Synot vybojoval místo v Intertoto Cupu, v němž došel do 2. kola. Synot měl ambice bojovat o nejvyšší příčky v lize. V říjnu roku 2003 byl otevřen nový stadion (Městský fotbalový stadion Miroslava Valenty) s kapacitou 8 121 (6 371 krytých) míst. Moderní stadion v Uherském Hradišti tak nahradil malý zastaralý stadion Širůch, na kterém se hrálo ve Starém Městě. Po korupční aféře v českém fotbale v sezóně 2003/04 ale klub opustila firma Synot, ten se přejmenoval na 1. FC Slovácko a s finančními problémy v sezóně 2006/07 sestoupil z 1. Gambrinus ligy. Ihned po sestupu, v červnu 2007, klub znovu změnil majitele. V červnu roku 2009 klub koupil licenci na 1. ligu od Čáslavi a po dvou sezónách se tak znovu vrátil mezi českou fotbalovou elitu.

## Historické názvy
Zdroj: 
- 2000 – fúze FC SYNOT a FC SYNOT Slovácká Slavia Uherské Hradiště ⇒ 1. FC Synot (1. Football Club SYNOT, a.s)
- 2004 – 1. FC Slovácko (1. FC Slovácko, a.s)

## Úspěchy A–týmu
| Domácí medaile (1)                                               |
| - Český fotbalový pohár (1× vítěz) - – 1. FC Slovácko: 2021/2022 |

## Soupiska
| #  | Pozice | Hráč              |
| -- | ------ | ----------------- |
| 2  | O      | Gigli Ndefe       |
| 4  | O      | Andrej Stojčevski |
| 5  | O      | Filip Vaško       |
| 7  | O      | Martin Koscelník  |
| 9  | Z      | Alan Marinelli    |
| 10 | Z      | Michal Trávník    |
| 14 | Z      | Daniel Barát      |
| 15 | Z      | Patrik Blahút     |
| 16 | Z      | Lukáš Novotný     |
| 18 | Z      | Kim Seung Bin     |
| 19 | Z      | Jakub Křišťan     |
| 20 | Z      | Marek Havlík      |
| 21 | Ú      | Michael Krmenčík  |

| #  | Pozice | Hráč              |
| -- | ------ | ----------------- |
| 22 | Z      | Robert Mišković   |
| 23 | O      | Petr Reinberk     |
| 24 | Z      | Pavel Juroška     |
| 25 | O      | Jiří Hamza        |
| 27 | Ú      | Marko Kvasina     |
| 28 | Z      | Vlastimil Daníček |
| 29 | B      | Milan Heča        |
| 30 | B      | Tomáš Fryšták     |
| 31 | B      | Jiří Borek        |
| 17 | O      | Daniel Kosek      |
| 18 | Z      | Jonathan Mulder   |
| 11 | Z      | Milan Petržela    |
| 8  | Z      | Daniel Tetour     |

### Změny v kádru v letním přestupovém období 2025-2026
| Příchody |                   |                   |     |                    |                           |
| Poz.     | Nár.              | Hráč              | Věk | Odkud přišel       | Typ                       |
| Z        | Česko             | Daniel Tetour     | 30  | Ethnikos Achnas    | přestup                   |
| Z        | Česko             | Milan Petržela    | 42  | FK Viktoria Žižkov | přestup                   |
| O        | Severní Makedonie | Andrej Stojčevski | 22  | MŠK Žilina         | změna hostování v přestup |
| O        | Česko             | Daniel Kosek      | 24  | MFK Chrudim        | přestup                   |
| O        | Nizozemsko        | Jonathan Mulder   | 23  | FC Hegelmann       | přestup                   |
| Z        | Argentina         | Alan Marinelli    | 26  | Académico Viseu FC | přestup                   |

| Odchody |          |                  |     |                            |                    |
| Poz.    | Nár.     | Hráč             | Věk | Kam odešel                 | Typ                |
| Z       | Estonsko | Vlasij Siňavskij | 28  | Bohemians Praha 1905       | přestup            |
| O       | Česko    | Ondřej Kukučka   | 21  | AC Sparta Praha            | návrat z hostování |
| Ú       | Česko    | Jiří Klíma       | 28  | FC Baník Ostrava           | návrat z hostování |
| Ú       | Česko    | Matyáš Kozák     | 24  | AC Sparta Praha B          | návrat z hostování |
| Z       | Česko    | Štěpán Beran     | 21  | FC Sellier & Bellot Vlašim | hostování          |

### B-tým
Soupiska rezervního týmu, který nastupuje v MSFL
| # | Pozice | Hráč              |
| - | ------ | ----------------- |
|   | B      | Richard Hlobil    |
|   | B      | Lukáš Zlatkovský  |
|   | O      | Adam Alabi        |
|   | Z      | Martin Cícha      |
|   | Z      | Lukáš Droppa      |
|   | O      | Daniel Holásek    |
|   | Ú      | Tomáš Kopr        |
|   | O      | Branislav Milanov |

| # | Pozice | Hráč             |
| - | ------ | ---------------- |
|   | Z      | Paul Ndubuisi    |
|   | Z      | Lukáš Novotný    |
|   | Ú      | David Okoromi    |
|   | Z      | Samson Olayiwola |
|   | Z      | Robert Severa    |
|   | O      | Oliver Štecha    |
|   | Ú      | Kristián Zelina  |

## Umístění v jednotlivých sezonách
Stručný přehled
Zdroj: 
- 2000–2007: 1. liga
- 2007–2009: 2. liga
- 2009– : 1. liga

Jednotlivé ročníky
Zdroj: 
Legenda: Z – zápasy, V – výhry, R – remízy, P – porážky, VG – vstřelené góly, OG – obdržené góly, +/- – rozdíl skóre, B – body, červené podbarvení – sestup, zelené podbarvení – postup, fialové podbarvení – reorganizace, změna skupiny či soutěže
| Česko (2000 – ) |                    |        |    |    |    |    |    |    |     |    |        |
| Sezóna          | Liga               | Úroveň | Z  | V  | R  | P  | VG | OG | +/- | B  | Pozice |
| 2000/01         | Gambrinus liga     | 1      | 30 | 9  | 10 | 11 | 37 | 35 | +2  | 37 | 11.    |
| 2001/02         | Gambrinus liga     | 1      | 30 | 10 | 6  | 14 | 31 | 38 | −7  | 36 | 11.    |
| 2002/03         | Gambrinus liga     | 1      | 30 | 11 | 7  | 12 | 39 | 40 | −1  | 40 | 8.     |
| 2003/04         | Gambrinus liga     | 1      | 30 | 14 | 6  | 10 | 43 | 37 | +6  | 48 | 5.     |
| 2004/05         | Gambrinus liga     | 1      | 30 | 10 | 14 | 6  | 30 | 22 | +8  | 32 | 13.    |
| 2005/06         | Gambrinus liga     | 1      | 30 | 9  | 11 | 10 | 29 | 28 | +1  | 38 | 7.     |
| 2006/07         | Gambrinus liga     | 1      | 30 | 3  | 10 | 17 | 20 | 39 | −19 | 19 | 16.    |
| 2007/08         | 2. liga            | 2      | 30 | 13 | 9  | 8  | 40 | 27 | +13 | 48 | 5.     |
| 2008/09         | 2. liga            | 2      | 30 | 9  | 12 | 9  | 25 | 29 | −4  | 39 | 10.    |
| 2009/10         | Gambrinus liga     | 1      | 30 | 8  | 6  | 16 | 28 | 42 | −14 | 30 | 14.    |
| 2010/11         | Gambrinus liga     | 1      | 30 | 8  | 7  | 15 | 27 | 43 | −16 | 31 | 12.    |
| 2011/12         | Gambrinus liga     | 1      | 30 | 12 | 5  | 13 | 29 | 32 | −3  | 41 | 7.     |
| 2012/13         | Gambrinus liga     | 1      | 30 | 10 | 7  | 15 | 37 | 41 | −4  | 37 | 9.     |
| 2013/14         | Gambrinus liga     | 1      | 30 | 11 | 7  | 12 | 43 | 40 | +3  | 40 | 6.     |
| 2014/15         | Synot liga         | 1      | 30 | 10 | 7  | 13 | 43 | 46 | −3  | 37 | 9.     |
| 2015/16         | Synot liga         | 1      | 30 | 12 | 4  | 14 | 37 | 51 | −14 | 40 | 8.     |
| 2016/17         | ePojisteni.cz liga | 1      | 30 | 6  | 14 | 10 | 29 | 38 | −9  | 32 | 11.    |
| 2017/18         | HET liga           | 1      | 30 | 6  | 13 | 11 | 23 | 32 | –9  | 31 | 12.    |
| 2018/19         | Fortuna:Liga       | 1      | 35 | 13 | 6  | 16 | 43 | 47 | -4  | 45 | 11.    |
| 2019/20         | Fortuna:Liga       | 1      | 30 | 11 | 9  | 10 | 35 | 35 | 0   | 42 | 9.     |
| 2020/21         | Fortuna:Liga       | 1      | 34 | 19 | 6  | 9  | 58 | 33 | +25 | 63 | 4.     |
| 2021/22         | Fortuna:Liga       | 1      | 35 | 21 | 5  | 9  | 59 | 38 | +21 | 68 | 4.     |
| 2022/23         | Fortuna:Liga       | 1      | 35 | 13 | 11 | 11 | 40 | 46 | -6  | 50 | 5.     |
| 2023/24         | Fortuna:Liga       | 1      | 35 | 12 | 8  | 15 | 45 | 56 | -11 | 44 | 6.     |
| 2024/25         | Chance Liga        | 1      | 35 | 9  | 11 | 15 | 31 | 56 | -25 | 38 | 13.    |

Poznámky:
- 2004/05: Jako výsledek korupční aféry bylo Slovácku odečteno 12 bodů.
- 2008/09: Slovácko odkoupilo licenci na nejvyšší soutěž od Čáslavi.
- 2019/20: Klub se v této sezóně zúčastnil play-off o evropské poháry. V play-off se utkal s Bohemians a po dvou porážkách 2:1 skončilo Slovácko celkově na 10. místě.

## Účast v evropských pohárech
Legenda: SEP – Středoevropský pohár, VP – Veletržní pohár, PMEZ – Pohár mistrů evropských zemí, PVP – Pohár vítězů pohárů, LM – Liga mistrů UEFA, UEFA – Pohár UEFA, EL – Evropská liga UEFA, SP – Superpohár UEFA, PI – Pohár Intertoto, IP – Interkontinentální pohár, MS – Mistrovství světa klubů
- PI 2001 – 3. kolo
- PI 2002 – 3. kolo
- PI 2003 – 3.kolo

## Síň slávy
| Hráč                 | Poznámka |
| -------------------- | --- |
| Miroslav Valenta st. | čestný prezident 1. FC Slovácko a FanClubu Slovácko, zesnul v létě 2008, na jeho počest byl pojmenován MFS Miroslava Valenty |
| Milan Kerbr          | odchovanec 1. FC Slovácko, hrál hlavně za Sigmu Olomouc, stříbrná medaile na EURO 1996                                       |
| Pavel Němčický       | kromě dvou sezón v Liberci strávil v klubu celou kariéru                                                                     |
| Jiří Kowalík         | útočník, 34 gólů, nejlepší střelec ligy v sezoně 2002/03                                                                     |
| Vladimír Malár       | útočník, hrál také ve Spartě Praha a Slavii Praha, 19 gólů                                                                   |
| Libor Soldán         | univerzál, odehrál za Slovácko ligovou sezónu 1995/96                                                                        |
| Petr Podaný          | jeden z hlavních strůjců postupu z 2. ligy do 1. ligy v sezóně 1994/95                                                       |
| Miloslav Kufa        | nejlepší hráč klubu v polovině 90. let                                                                                       |
| Miroslav Kadlec      | odchovanec 1. FC Slovácko, stříbrná medaile na EURO 1996                                                                     |
| Andrej Ljubčenko     | brankář v polovině 90. let                                                                                                   |
| Lubomír Vlk          | odchovanec, reprezentant, hráč FC Vítkovice a FC Porto                                                                       |
| Zdeněk Jánoš         | brankář, člen Klubu ligových brankářů                                                                                        |
| Michal Kadlec        | obránce, reprezentant, aktuálně hraje za 1.FC Slovácko                                                                       |

## 1. FC Slovácko „B“
1. FC Slovácko „B“ je rezervní tým Slovácka, hrající do sezóny 2016/17 Moravskoslezskou fotbalovou ligu (3. nejvyšší soutěž). Klub vznikl v roce 2000 z bývalého týmu Slovácké Slavie. Po sezoně 2016/17 došlo k odhlášení B-týmu z MSFL, a tak se z bývalého C-týmu stalo B-mužstvo, které tak nastupovalo v I. B třídě Zlínského kraje (7. nejvyšší soutěž). K znovu přihlášení béčka do MSFL došlo v roce 2019 po zrušení Juniorské ligy.

### Umístění v jednotlivých sezonách
Stručný přehled
Zdroj: 
- 2000–2009: Moravskoslezská fotbalová liga
- 2009–2010: Divize D
- 2010–2017: Moravskoslezská fotbalová liga
- 2017–2019: I. B třída Zlínského kraje – sk. C
- 2019– : Moravskoslezská fotbalová liga

Jednotlivé ročníky
Zdroj: 
Legenda: Z – zápasy, V – výhry, R – remízy, P – porážky, VG – vstřelené góly, OG – obdržené góly, +/- – rozdíl skóre, B – body, červené podbarvení – sestup, zelené podbarvení – postup, fialové podbarvení – reorganizace, změna skupiny či soutěže
| Česko (2000 – ) |                                    |        |    |    |       |    |    |    |     |    |        |
| Sezóny          | Liga                               | Úroveň | Z  | V  | R     | P  | VG | OG | +/- | B  | Pozice |
| 2000/01         | Moravskoslezská fotbalová liga     | 3      | 30 | 9  | 5     | 16 | 48 | 56 | −8  | 32 | 13.    |
| 2001/02         | Moravskoslezská fotbalová liga     | 3      | 30 | 11 | 4     | 15 | 38 | 38 | 0   | 37 | 10.    |
| 2002/03         | Moravskoslezská fotbalová liga     | 3      | 30 | 11 | 7     | 12 | 36 | 40 | −4  | 40 | 10.    |
| 2003/04         | Moravskoslezská fotbalová liga     | 3      | 30 | 15 | 9     | 6  | 56 | 37 | +19 | 54 | 4.     |
| 2004/05         | Moravskoslezská fotbalová liga     | 3      | 30 | 11 | 6     | 13 | 49 | 48 | −1  | 39 | 10.    |
| 2005/06         | Moravskoslezská fotbalová liga     | 3      | 30 | 9  | 10    | 11 | 38 | 38 | 0   | 37 | 11.    |
| 2006/07         | Moravskoslezská fotbalová liga     | 3      | 30 | 15 | 4     | 11 | 47 | 33 | +14 | 49 | 5.     |
| 2007/08         | Moravskoslezská fotbalová liga     | 3      | 30 | 13 | 4     | 14 | 36 | 38 | −2  | 42 | 8.     |
| 2008/09         | Moravskoslezská fotbalová liga     | 3      | 30 | 8  | 6     | 16 | 27 | 37 | −10 | 30 | 15.    |
| 2009/10         | Divize D                           | 4      | 28 | 15 | 6     | 7  | 56 | 27 | +29 | 51 | 2.     |
| 2010/11         | Moravskoslezská fotbalová liga     | 3      | 28 | 9  | 4     | 15 | 31 | 50 | −19 | 31 | 13.    |
| 2011/12         | Moravskoslezská fotbalová liga     | 3      | 30 | 11 | 8     | 11 | 53 | 53 | 0   | 41 | 7.     |
| 2012/13         | Moravskoslezská fotbalová liga     | 3      | 30 | 12 | 6     | 12 | 59 | 57 | +2  | 42 | 8.     |
| 2013/14         | Moravskoslezská fotbalová liga     | 3      | 30 | 12 | 9     | 9  | 40 | 39 | +1  | 45 | 7.     |
| 2014/15         | Moravskoslezská fotbalová liga     | 3      | 30 | 15 | 5     | 10 | 63 | 47 | +16 | 50 | 4.     |
| 2015/16         | Moravskoslezská fotbalová liga     | 3      | 30 | 9  | 8     | 13 | 50 | 46 | +4  | 35 | 11.    |
| 2016/17         | Moravskoslezská fotbalová liga     | 3      | 30 | 10 | 10    | 10 | 41 | 41 | 0   | 40 | 8.     |
| 2017/18         | I. B třída Zlínského kraje – sk. C | 7      | 26 | 11 | 1 / 3 | 11 | 56 | 54 | +2  | 38 | 8.     |
| 2018/19         | I. B třída Zlínského kraje – sk. C | 7      | 26 | 9  | 7     | 10 | 45 | 51 | -6  | 37 | 9.     |
| ** 2019/20      | Moravskoslezská fotbalová liga     | 3      | 18 | 5  | 3     | 10 | 19 | 36 | -17 | 18 | 15.    |
| ** 2020/21      | Moravskoslezská fotbalová liga     | 3      | 11 | 6  | 5     | 0  | 23 | 6  | +17 | 23 | 1.     |
| 2021/22         | Moravskoslezská fotbalová liga     | 3      | 32 | 14 | 8     | 10 | 67 | 49 | +18 | 50 | 6.     |
| 2022/23         | Moravskoslezská fotbalová liga     | 3      | 34 | 10 | 13    | 11 | 61 | 46 | +15 | 49 | 7.     |
| 2023/24         | Moravskoslezská fotbalová liga     | 3      | 34 | 10 | 11    | 13 | 40 | 39 | +1  | 41 | 13.    |
| 2024/25         | Moravskoslezská fotbalová liga     | 3      | 34 | 12 | 7     | 15 | 37 | 49 | -12 | 43 | 10.    |

Poznámky:
- 2009/10: Vítězné mužstvo FK Šardice se postupu zřeklo ve prospěch rezervního týmu Slovácka.
- 2018/19: Po zrušení juniorského týmu využilo vedení Slovácko možnost přihlášení B–týmu do třetí nejvyšší soutěže.[7]

**= sezona předčasně ukončena z důvodu pandemie covidu-19.

## 1. FC Slovácko „C“
1. FC Slovácko „C“ byl druhý rezervní tým Slovácka, který hrál naposled v sezoně 2016/17 I. B třídu Zlínského kraje – sk. C (7. nejvyšší soutěž). Po sezoně 2016/17 došlo k odhlášení B-týmu z MSFL, a tak se z bývalého C-týmu stalo B-mužstvo.

### Umístění v jednotlivých sezonách
Stručný přehled
Zdroj: 
- 2000–2008: I. B třída Zlínského kraje – sk. C
- 2008–2012: I. A třída Zlínského kraje – sk. B
- 2012–2015: Okresní přebor Uherskohradišťska
- 2015–2017: I. B třída Zlínského kraje – sk. C

Jednotlivé ročníky
Zdroj: 
Legenda: Z – zápasy, V – výhry, R – remízy, P – porážky, VG – vstřelené góly, OG – obdržené góly, +/− – rozdíl skóre, B – body, červené podbarvení – sestup, zelené podbarvení – postup, fialové podbarvení – reorganizace, změna skupiny či soutěže
| Česko (2000 – 2017) |                                        |        |    |    |       |    |    |    |     |    |        |
| Sezóny              | Liga                                   | Úroveň | Z  | V  | R     | P  | VG | OG | +/- | B  | Pozice |
| 2000/01             | I. B třída Středomoravské župy – sk. C | 7      | 26 | 9  | 4     | 13 | 47 | 57 | −10 | 31 | 11.    |
| 2001/02             | I. B třída Středomoravské župy – sk. C | 7      | 26 | 8  | 7     | 11 | 45 | 53 | −8  | 31 | 12.    |
| 2002/03             | I. B třída Zlínského kraje – sk. C     | 7      | 26 | 15 | 6     | 5  | 71 | 39 | +32 | 51 | 2.     |
| 2003/04             | I. B třída Zlínského kraje – sk. C     | 7      | 26 | 15 | 3     | 8  | 73 | 39 | +34 | 48 | 2.     |
| 2004/05             | I. B třída Zlínského kraje – sk. C     | 7      | 26 | 10 | 4     | 12 | 48 | 53 | −5  | 34 | 9.     |
| 2005/06             | I. B třída Zlínského kraje – sk. C     | 7      | 26 | 11 | 5     | 10 | 44 | 47 | −3  | 38 | 7.     |
| 2006/07             | I. B třída Zlínského kraje – sk. C     | 7      | 26 | 11 | 7     | 8  | 59 | 49 | +10 | 40 | 4.     |
| 2007/08             | I. B třída Zlínského kraje – sk. C     | 7      | 26 | 19 | 4     | 3  | 68 | 28 | +40 | 61 | 1.     |
| 2008/09             | I. A třída Zlínského kraje – sk. B     | 6      | 26 | 11 | 6     | 9  | 48 | 38 | +10 | 39 | 6.     |
| 2009/10             | I. A třída Zlínského kraje – sk. B     | 6      | 26 | 9  | 7     | 10 | 41 | 49 | −8  | 34 | 6.     |
| 2010/11             | I. A třída Zlínského kraje – sk. B     | 6      | 24 | 11 | 2     | 11 | 44 | 41 | +3  | 35 | 5.     |
| 2011/12             | I. A třída Zlínského kraje – sk. B     | 6      | 26 | 13 | 4     | 9  | 59 | 48 | +11 | 43 | 4.     |
| 2012/13             | Okresní přebor Uherskohradišťska       | 8      | 26 | 15 | 3     | 8  | 44 | 36 | +8  | 48 | 5.     |
| 2013/14             | Okresní přebor Uherskohradišťska       | 8      | 26 | 15 | 2     | 9  | 63 | 49 | +14 | 47 | 7.     |
| 2014/15             | Okresní přebor Uherskohradišťska       | 8      | 26 | 17 | 3     | 6  | 79 | 44 | +35 | 54 | 2.     |
| 2015/16             | I. B třída Zlínského kraje – sk. C     | 7      | 26 | 18 | 1 / 3 | 4  | 51 | 32 | +19 | 59 | 2.     |
| 2016/17             | I. B třída Zlínského kraje – sk. C     | 7      | 26 | 16 | 1 / 1 | 8  | 68 | 60 | +8  | 51 | 6.     |

Poznámky:
- 2011/12: Rezervní tým byl po sezóně přihlášen pouze do Okresního přeboru Uherskohradišťska (8. nejvyšší soutěž).
- 2015/16: Od sezóny 2014/15 se hraje ve Zlínském kraji tímto způsobem: Pokud zápas skončí nerozhodně, kope se penaltový rozstřel. Jeho vítěz bere 2 body, poražený pak jeden bod. Za výhru po 90 minutách jsou 3 body, za prohru po 90 minutách není žádný bod.